# Josip Kuže
Josip Kuže (Vranje, Srbija, 13. studenog 1952. – Zagreb, 16. lipnja 2013.) bio je hrvatski nogometaš, nogometni trener i izbornik.
Umro je 16. lipnja 2013. godine od leukemije.

## Igračka karijera
Za vrijeme nogometne karijere bio je obrambeni igrač. Nastupao je u zagrebačkom Dinamu od 1971. godine do 1981. godine i u tom je periodu, 1980. godine, osvojio Kup maršala Tita. Ukupno je za Dinamo Zagreb odigrao ukupno 384 utakmice i postigao 14 golova. Bio je branič s dobrim pregledom igre, striktnim pokrivanjima i točnim dugim dodavanjima. 

## Trenerska karijera
Nakon igračke karijere ostao je u nogometu kao trener. Trenirao je sydneysku Croatiu (1982. – 84.), BSK iz Slavonskog Broda (1985. – 86.), mladu momčad Dinama (1986. – 88.), FK Borac iz Banje Luke (1988. – 89.), zagrebački Dinamo 1989. – 91., Rotweiss iz Erfurta (1991. – 92.), 1. FSV Mainz 05 (1992. – 94.), Gamba Osaka (1995. – 98. i 2000. – 02.), NK Zagreb (1998. – 99.), Chemnitz (2000.), zaprešićki Inter (2003. – 04.) te ponovno Dinamo od srpnja 2005. 
Nakon kratkog treniranja Rijeke postaje trenerom varaždinskog Varteksa za sezonu 2007./08., međutim, nakon 4 poraza u prve 4 utakmice prekinuo je ugovor. 
Nakon kraće stanke Josip Kuže je postao izbornik Ruande. S Ruandom ostvaruje 4 pobjede u 6 utakmica i nakon tog odličnog rezultata prelazi u japanski JEF United na tri godine.

### Trenerski uspjesi
Sa zagrebačkim Dinamom je u sezoni 2005./06. osvojio hrvatsku Prvu ligu.

## Zanimljivosti
Poznat je po domoljubnom branjenju Dinamovih navijača tijekom izgreda na utakmici Dinamo – Crvena zvezda od pristrane intervencije jugomilicije koja je premlaćivala Dinamove navijače, dok su u isto vrijeme navijači Crvene zvezde nekažnjeno divljali po stadionu na Maksimiru. Uz Kužu, Dinamove su navijače branili i Vjekoslav Škrinjar i Zvonimir Boban.
Od tada već je postao miljenikom Dinamovih navijača i Bad Blue Boysa. Kasnije, jedna njegova izjava da je "prokockao novac, a drugi su prokockali svetinju" postala je antologijska. 
Kuže je pritom još zaključio:
"I tko onda ima veći porok? Jesam li ja veći kockar ako sam izgubio novac ili neki koji su izgubili dječje osmijehe i veselje navijača".